# St. Anna (Missionsstation)
St. Anna war während der deutschen Kolonialzeit eine katholische Missionsstation mit einer Plantage, auf der Kokospalmen und Kautschukbäumen für den Export nach Europa angepflanzt wurden. Sie lag im Bezirk Friedrich-Wilhelmshafen am Berlinhafen in Kaiser-Wilhelmsland (Deutsch-Neuguinea).